# Fridolin Reiser

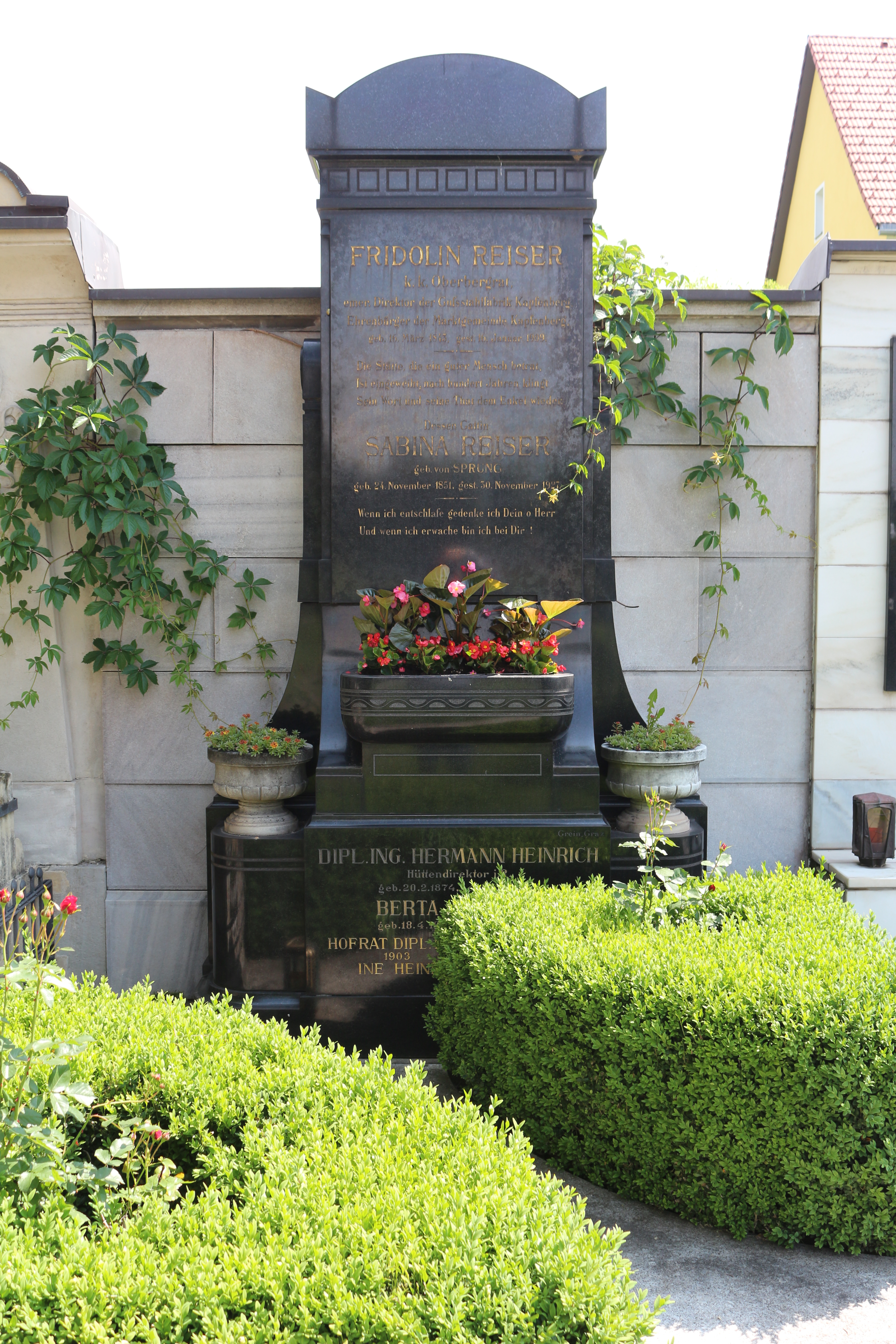
Grab von Fridolin Reiser am Zentralfriedhof Leoben (Mai 2018)

Fridolin Reiser (* 16. März 1843 in Gammertingen; † 16. Januar 1909 in Leoben) war ein deutsch-österreichischer Montaningenieur und Metallurge.

## Leben
Der Sohn von Heinrich Reiser studierte von 1861 bis 1865 bei Peter Tunner an der Bergakademie in Leoben und arbeitete anschließend als Markscheider. Von einer Studienreise nach Sireuil zu Pierre-Émile Martin, dem es 1864 gelungen war, in Zusammenarbeit mit dem deutschen Ingenieur Carl Wilhelm Siemens einen neuartigen Stahlhochofen zu entwickeln, brachte Reiser technisches Knowhow aus erster Hand mit zurück in die Steiermark.
Als Hüttenverwalter der Gussstahlfabrik in Kapfenberg, begann er 1868 seine Tätigkeit sofort mit dem Bau eines neuen Schmelzaggregates, des ersten Siemens-Martin-Ofens im deutschen Sprachraum. 1876 erfand er den geheizten Tonaufsatz auf die Kokille, ein Verfahren, das noch heute im Blockguss Verwendung findet. Seine metallurgischen Forschungen fasste Reiser 1881 in dem Standardwerk Das Härten des Stahles in Theorie und Praxis zusammen, das bis 1932 immer wieder neue Auflagen und zahlreiche Übersetzungen erfuhr. Reiser hatte wesentlichen Anteil am technischen Ausbau der österreichischen Stahlindustrie und an der Verbesserung ihrer Produktion.
Ab 1872 war Reiser bei der Innerberger Hauptgewerkschaft, ab 1881 bei der Österreichisch-Alpinen-Montan-Gesellschaft und ab 1894 bei der Gebr. Böhler & Co. AG tätig. 1898 wurde er zum Bergrat ernannt, 1908, am Ende seiner beruflichen Laufbahn, zum Oberbergrat. Reiser gilt als Pionier auf dem Gebiet des Tiegelgussstahls. Er entwickelte für die Böhler-Werke u. a. auch den Rapid-Stahl, einen Schnellarbeitsstahl, der 1900 auf den Markt kam und dem bis dahin im Maschinenbau eingesetzten Werkzeugstahl weit überlegen war. Während er diesen Stahl entwickelte, schlug er zusammen mit Josef Spüller von der Poldihütte eine neue Theorie der Legierungskarbidbildung im Schnellarbeitsstahl vor, die 1903 veröffentlicht wurde.
Die Gemeinde Kapfenberg hat Fridolin Reiser für seine Verdienste um den Weltruf der örtlichen Stahlindustrie zum Ehrenbürger ernannt; außerdem trägt eine Straße seinen Namen.